# Fruits Basket
Fruits Basket (フルーツバスケット) is een shojo manga in 23 volumes. Het is geschreven door Natsuki Takaya en verscheen in het tweewekelijkse Japanse manga magazine voor meisjes Hana to Yume (花とゆめ). De Nederlandse vertaling van de eerste 12 delen van de manga wordt in België uitgegeven door Glénat.
De manga kreeg in 2001 de (25e) Kodansha Manga Prijs voor de beste shojo manga.
Een deel van de manga is bewerkt tot een animeserie door Studio Deen. Een tweede anime werd in Hana to Yume aangekondigd in november 2018. De uitzending ervan begon op 5 april 2019.

## Verhaal
Tohru Honda (16) heeft haar moeder verloren bij een auto-ongeluk en woonde tot voor kort bij haar grootvader. Maar omdat het huis te klein is wordt het gerenoveerd en besluit een tante van Tohru dat Tohru's grootvader bij haar moet gaan wonen. Tohru wil haar niet tot last zijn en zegt dat zij wel bij een vriendin kan logeren, maar Uo woont in een klein appartement en Hana heeft een erg grote familie, dus gaat ze in een kleine tent in een bos wonen en werkt ze als schoonmaakster, om haar eigen school te kunnen betalen.
Shigure Sohma (27) en Yuki Sohma (16, de "prins" van hun school) vinden haar (ze had haar tent op hun landgoed gezet) en nemen haar mee naar huis. Daar mag ze blijven wonen en komt na niet al te lange tijd achter het geheim van de Sohma familie. Ze zijn allemaal vervloekt en veranderen in een van de Juünishi (De Chinese dierenriem) als ze door iemand van het andere geslacht omhelsd worden of als hun lichamen zwak zijn. Kyo Sohma (16) komt ook bij hun wonen, hij is het zwarte schaap in de familie, omdat hij in de kat verandert die niet tot Juünishi behoort. Dit komt doordat de rat vroeger de kat heeft bedrogen. Toen God een feest voor alle dieren organiseerde vertelde de rat aan de kat dat het feest niet morgen maar overmorgen was. De kat was dus niet aanwezig op het feest en kon dus niet tot de Juünishi behoren.
Eigenlijk zijn de drie Sohma's erg blij met hun nieuwe medebewoonster, maar Akito (19) (het hoofd van de familie) is niet zo blij met Tohru, er mag immers geen buitenstaander van het geheim weten.
Later ontmoet Tohru de rest van de Chinese dierenriem: Kagura (18): het everzwijn, Momiji (15): het konijn, Hatori (27): de draak (maar hij verandert in een zeepaardje volgens japanse legende) Hatsuharu (15): de koe, Ayame (27): de slang, Kisa (12): de tijger, Hiro (12): het schaap, Ritsu (20): de aap, Rin (17): het paard en Kureno (26): de haan.